# المدرسة الألمانية الدولية (قطر)
المدرسة الألمانية الدولية الدوحة (بالألمانية: Deutsche Internationale Schule Doha) هي مدرسة ألمانية دولية في المعمورة، الدوحة، قطر. تستقبل الطلاب من رياض الأطفال حتى الصف الحادي عشر وقد تم تأسيسها في أكتوبر 2008.